# Mur dels pelasgs

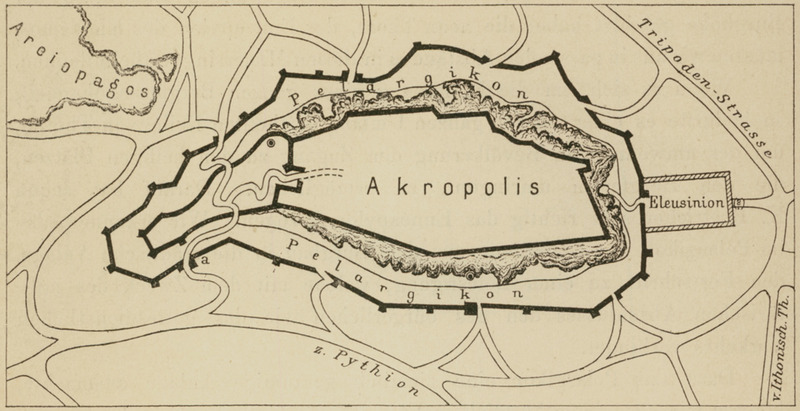
Esbós del curs del Mur dels pelasgs

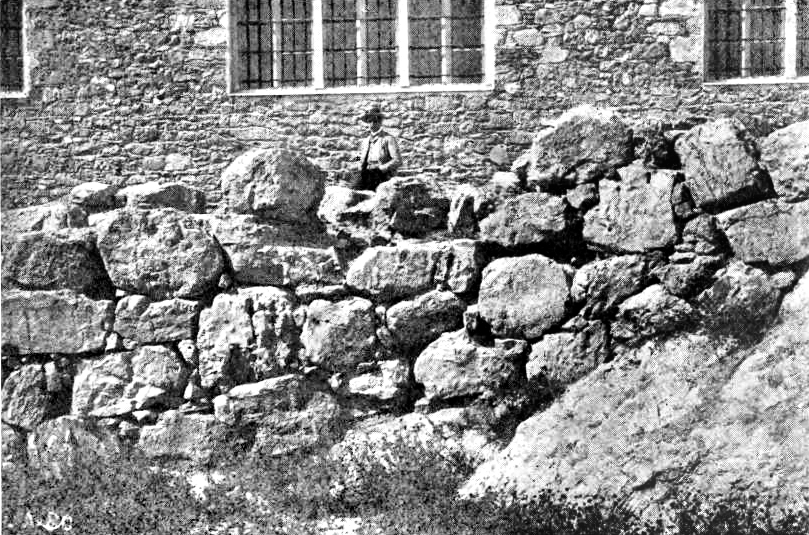
Muralla pelàsgica al cim de l'Acròpoli, al sud del Museu Modern

El Mur dels pelasgs, muralla pelàsgica, fortalesa pelàsgica o Eneapylon ('nou portes') fou un monument que es creu que fou construït pels pelasgs, després d'anivellar el cim de la roca de l'Acròpoli d'Atenes. Tucídides i Aristòfanes l'anomenen Pelargikon, Muralla o lloc de la cigonya, referint-se a la línia de murs al peu occidental de l'Acròpoli. Durant l'època de Tucídides, es diu que el mur tenia alguns metres d'alçada amb un gran fragment visible de 6 m d'amplada situat al sud dels actuals Propileus d'Atenes i a prop de l'anterior porta. Encara se'n pot veure el bisellat, però els fonaments són per davall del nivell de l'actual turó.

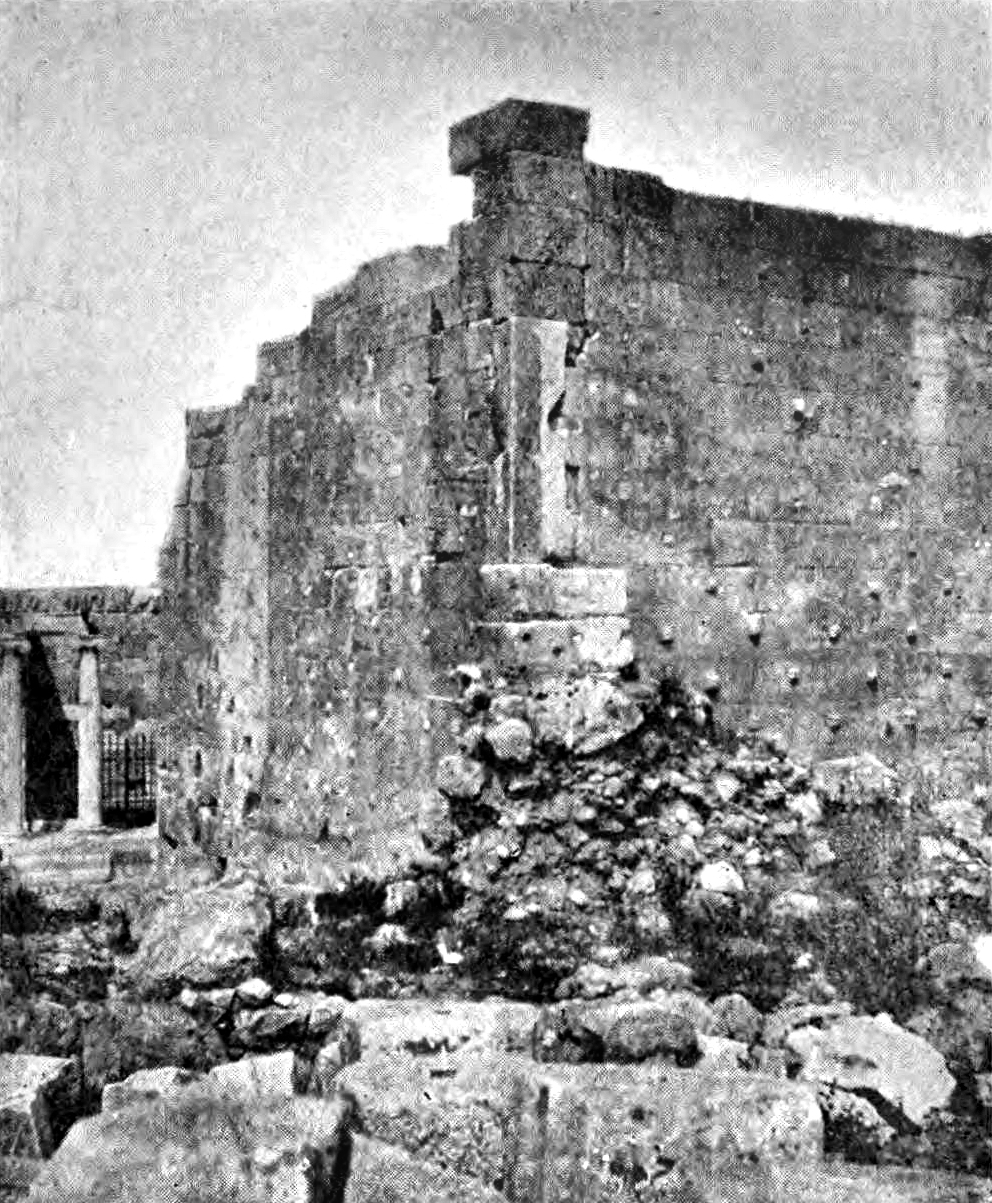
Ala sud-oest dels Propileus d'Atenes i Mur dels pelasgs

La Crònica de Paros (Χρονικὸν Πάριον), esmenta que els atenesos expulsaren els pisistràtides del Pelasgikon teichos. Heròdot narra que abans de l'expulsió dels pelasgs de l'Àtica, el terreny sota el mont Himet els havia sigut donat com a lloc de residència en recompensa per la muralla que s'havia construït al voltant de l'Acròpoli.
Es diu que el construïren els pelasgs, durant el segle xiii aC. Encara queden algunes restes d'aquesta muralla a l'Atenes moderna. Es creu que el mur tenia un gruix de 6 metres, segons les restes arqueològiques del jaciment.